# Elephant Island (ö i Falklandsöarna)
Elephant Island är en ö i territoriet Falklandsöarna (Storbritannien). Den ligger i den östra delen av ögruppen, 40 km sydväst om huvudstaden Stanley.